# Annameris curvimana
Annameris curvimana är en mångfotingart som beskrevs av Karl Wilhelm Verhoeff 1915. Annameris curvimana ingår i släktet Annameris och familjen klotdubbelfotingar. Inga underarter finns listade i Catalogue of Life.